# Minoria Absoluta (productora)
|  | Aquest article tracta sobre la productora audiovisual. Si cerqueu el programa de ràdio, vegeu «Minoria absoluta (programa de ràdio)». |

Minoria Absoluta és una productora catalana de continguts audiovisuals creada pel periodista i historiador Toni Soler i dirigida per Francesc Escribano. Compta amb una llarga trajectòria en la producció de programes d'humor, d'entreteniment i d'actualitat, tant en televisió com en ràdio. Alguns exemples són els programes Polònia (actualment a la seva 19a temporada) i Crackòvia i Està Passant a TV3 i a la ràdio el programa La segona hora a RAC 1 i La primera hora a Rac105, entre d'altres.

## Orígens
Quan va néixer RAC 1, Toni Soler va reclutar els seus antics companys Manel Lucas i Queco Novell per a un programa d'humor polític, que es va batejar amb el nom de Minoria Absoluta. El 2002, el programa va passar a ser diari i va aconseguir un notable èxit, coronat amb el Premi Ondas, el Premi Ciutat de Barcelona i el Premi Nacional de Comunicació.
El programa va fer el salt a la televisió a City TV (posteriorment anomenada 8tv), a Las cerezas, presentat per Júlia Otero (TVE) i al Mire usté (Antena3), embrió del Polònia, que va debutar l'any 2006 a TV3. Finalment i després de set temporades d'èxit continuat, el programa de ràdio es va deixar d'emetre el 2009, i la productora CanCuca, responsable de Polònia i Crackòvia, va passar a anomenar-se Minoria Absoluta, el nom amb què es coneix actualment.

## Televisió
A més de Polònia, Està Passant i el desaparegut Crackòvia,  ha produït altres programes per a televisió com:
- La escobilla nacional (Antena 3, 2009): Programa presentat per Àngel Llàcer que parodiava el món de la premsa del cor.
- Señoras que... (Neox, 2011): Programa d'esquetxos que parodiava els populars grups de “Señoras que” sorgits a Facebook i protagonitzat per Carlos Latre, David Fernández, Josema Yuste i Jordi Rios.
- Frikiliks (Cuatro, 2011): Programa a camí entre el zàping i l'esquetx i realitzat en col·laboració amb la productora Alguna Pregunta Més. Dos personatges interpretats per David Fernández i Ana Morgade comentaven els talls d'altres programes que apareixen en pantalla.
- Hotel 13 Estrellas 12 Uvas[4] (RTVE, 2012): Especial de Cap d'Any per a Televisió Espanyola protagonitzat per Josema Yuste.
- Tengo una pregunta para mí (La 2, 2010): Basilio Baltasar presenta un programa per reflexionar.
- Pienso Luego Existo (La 2, 2011): Programa que reflexiona sobre el coneixement íntim i universal a partir d'entrevistes a personatges necessaris per entendre la nostra cultura i societat.
- Zomedy Night[5] (FOX, 2015): Doble programa especial amb motiu de l'estrena de la nova temporada de The Walking Dead. Goyo Jiménez, Berto Romero, Yolanda Ramos i Agustín Jiménez realitzen diversos monòlegs sobre l'apocalipsi zombi.
- TV3 Confidencial (TV3, 2016): Programa especial per presentar la nova temporada de tardor 2016 de TV3 amb la presència dels presentadors i actors de programes i sèries de TV3
- Veu i vot (8tv, 2010)
- Ciudades de noche (Canal Viajar – 2017-2018)
- Ciutadà novell (Betevé – 2018)
- La vida con Samanta (Cuatro - 2019)
- Todo es mentira (Cuatro) presentat per Risto Mejide, amb Marta Flich, Antonio Castelo i Miguel Lago on es denuncien les fake news que invadeixen els mitjans.

## Documentals
- Cop al Banc Central (TV3 i TVE): Documental sobre l'assalt al Banc Central de Barcelona el 1981.
- Generació D (TV3): Seguiment de les vides dels nois i noies que pertanyen a les primeres generacions de la democràcia espanyola.
- ElBulli, el último vals (TV3): Documental sobre el tancament del famós restaurant de Ferran Adrià.
- L'equip ideal (TV3): En col·laboració amb UNICEF i la Fundació del FC Barcelona, el documental mostra la tasca d'Unicef a Ghana amb relació a diferents projectes educatius.
- Suñol, un crit valent[6] (TV3 i Barça TV): Un innovador format a mig camí entre el documental i la ficció, produït pel FC Barcelona i que mostra la figura de Josep Suñol, que va ser president del Barça poc més d'un any, però la seva empremta al Club va ser fonamental.
- Buscando a Cervantes (La Sexta): L'actor Alberto San Juan es posa a la pell de Miguel de Cervantes a través d'una doble dimensió: com entrevistador que es troba amb els experts en la vida i obra de Cervantes i també donant vida al mateix escriptor construint així un relat a dues bandes.
- España dividida: la Guerra Civil en Color (DMAX, 2016): Premi Iris 2017 (al Millor programa per a canal temàtic): sèrie documental de 3 capítols coincidint amb el 80è aniversari de l'inici de la guerra civil espanyola.
- Un vasco en Polonia (EiTB, 2017)
- Patria(s) Catalunya, manual d'instruccions (EiTB i betevé, 2017)
- La Víctor (TV3, 2017 / docuficció)
- Com hem canviat (TV3, 2017)
- La gent de l'escala (TV3, 2018)
- Megaestructuras: la Sagrada Família (National Geographic, 2018)
- España después de la Guerra, el franquismo en color (DMAX, 2019)
- Megafactorías: Calidad Pascual (National geographic, 2019)
- La Sagi, una pionera del Barça (TV3, 2019 / docuficció)
- Buscando a Aguirre (Etb): Un recorregut per la història personal del lehendakari José Antonio Aguirre, a través de la recerca que l'actor Daniel Grao fa sobre el personatge per interpretar-lo posteriorment.

## Ficció
- 14 d'abril: Macià contra Companys (TV3 i TVE, 2011. Tv movie): Dirigida per Manuel Huerga, va ser presentada dins la secció Zabaltegi al Festival de San Sebastián i va obtenir el Premi Gaudí de l'Acadèmia de Cinema Català a la millor pel·lícula per a televisió.
- Descalç sobre la terra vermella (TV3, TVE i TV Brasil, 2014. Minisèrie): Dirigida per Oriol Ferrer i basada en la novel·la homònima de Francesc Escribano, és una coproducció amb Raiz Produçoes sobre la tasca del bisbe Pere Casaldàliga a Brasil.
- Cervantes contra Lope (TVE, 2016): Dirigida per Manuel Huerga i protagonitzada per Emilio Gutiérrez Caba i Jose Coronado, la pel·lícula gira entorn la relació amor/odi dels dos escriptors.
- Pau, la força d'un silenci (Tv3 i EiTB. 2017 / Tv movie)
- Te quiero, imbécil (llargmetartge de ficció, 2020) Pel·lícula protagonitzada per Quim Gutiérrez, Natalia Tena, Alfonso Bassave i Alba Ribas, dirigida per Laura Mañá.

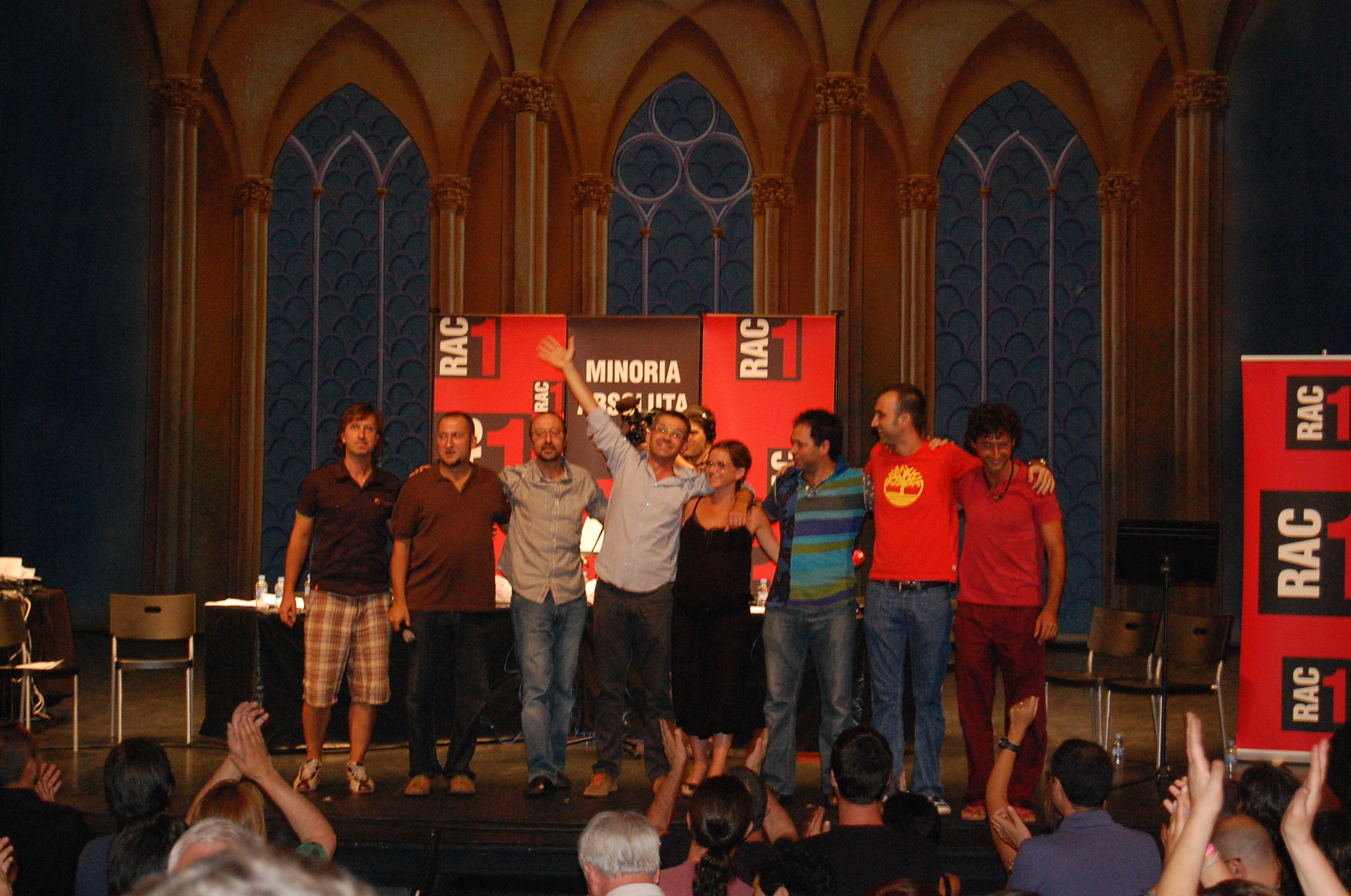
Imatge del darrer programa de Minoria Absoluta de RAC 1, el 24 de juliol de 2009.

## Ràdio
- Minoria absoluta (RAC 1, 2000-2009): Programa d'actualitat política liderat per Toni Soler, Manel Lucas i Queco Novell que comptava amb les imitacions de Bruno Oro, Sílvia Abril, Agnès Busquets o Cesc Casanovas, entre d'altres. Després de nou anys en antena, el programa va dir adeu el 24 de juliol de 2009.[7]
- La segona hora (RAC 1, 2009-2019): Programa d'humor liderat per Quim Morales que va sorgir com a spin-off de Minoria absoluta (el seu nom prové perquè va començar com La Segona Hora de Minoria Absoluta).
- Els Minoristes (Catalunya Ràdio, 2013-2017): espai d'humor integrat dins El matí de Catalunya Ràdio de Mònica Terribas
- La Primera Hora (Rac 105 – 2019-2021).

## Teatre
- La família irreal, Teatre Victòria, 2012 Musical produït amb Dagoll Dagom basat en una llavors hipotètica abdicació de Joan Carles I. Va estar en cartellera més d'un any i el van veure més de 200.000 espectadors.[8]
- Magical History Club, Teatre Coliseum 2014: Espectacle de monòlegs amb la particularitat que els humoristes eren grans personatges de la història com Cleòpatra o Hitler.
- Polònia, el musical, Teatre Poliorama, 2014: Spin-off del programa de televisió en format musical. Representat per alguns dels actors del programa, el van veure més de 75.000 espectadors.
- Astronautes, Houston tenim un cadáver! (Teatre Capitol -2016)
- Hazte banquero (2016) Espectacle dirigit per Simona Levi
- Un cop l'any (Teatre Poliorma, 2017)
- Una vez al año (Teatro Marquina, 2018)
- La dona del 600 (Teatre Goya, 2019)
- Aquella nit (La Villarroel, 2020)

## Produccions internacionals
- The world's best chefs (FOX International Channels): Sèrie de 12 capítols produïda en col·laboració amb Visual 13 que segueix 12 dels millors cuiners del món amb la xef Katie Button.
- Crackovia América (Fox Sports): Arran de la Copa América i en coproducció amb Imagina US va sorgir aquest spin-off de Crackòvia que va emetre un total de quatre capítols.
- Crackovia de la Copa (Televisa): Gravat a Mèxic,[9] el programa va tornar a creuar l'Atlàntic en forma de gags dins el programa La jugada del verano per la celebració del centenari de la Copa América.